# 欧特孔布修道院

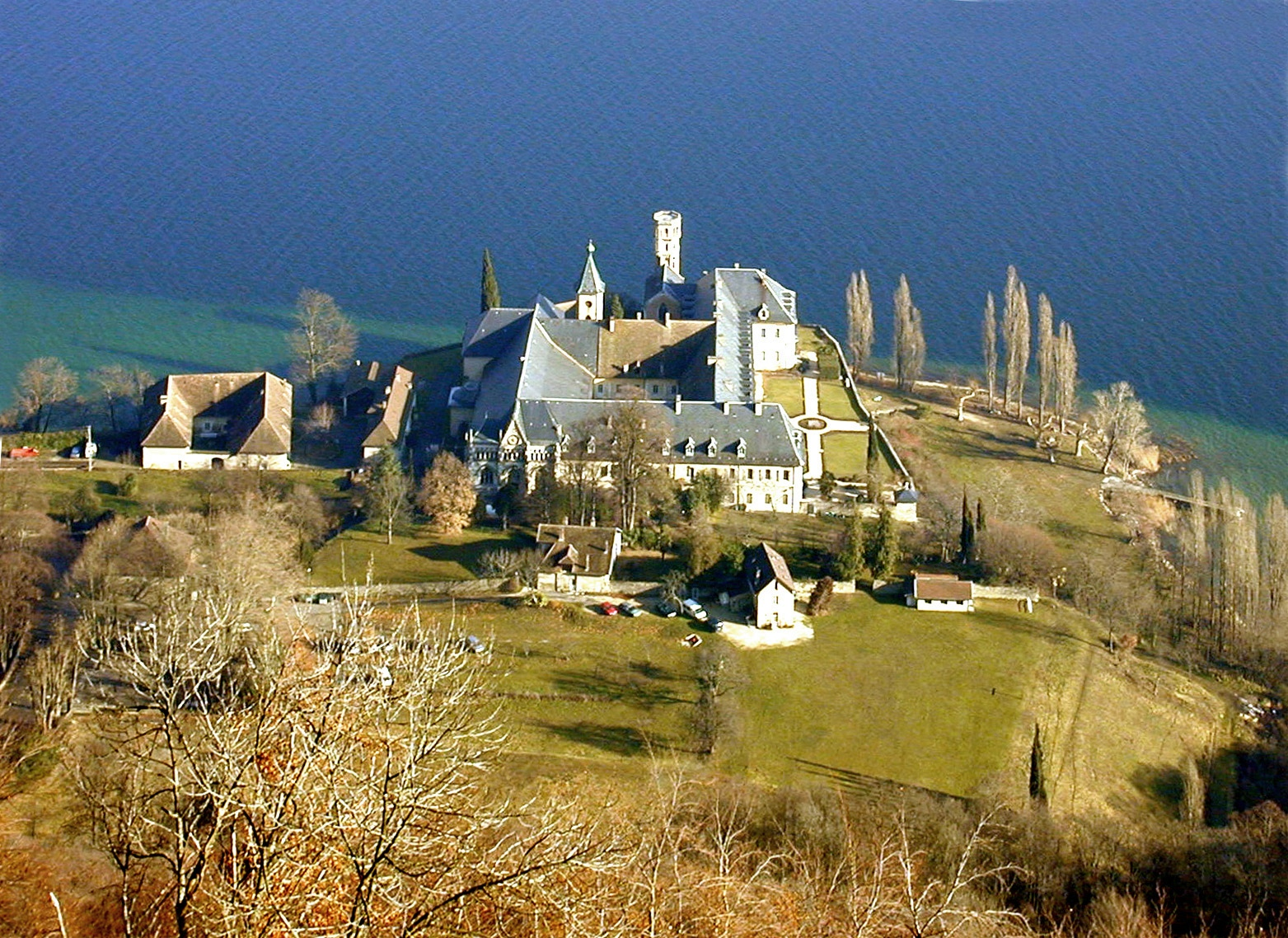
欧特孔布修道院

欧特孔布修道院（法語：Abbaye d'Hautecombe，法語發音：[abei dotkɔ̃b]）位于法国萨伏依圣皮埃尔-德屈尔蒂勒（Saint-Pierre-de-Curtille），以前是一座熙笃会修道院，后来为一座本笃会修道院。几个世纪以来，它是萨伏依王朝成员的埋葬地。每年有15万游客到此地。